# L'Adoration des mages (Le Pérugin, Rouen)
Pour les articles homonymes, voir L'Adoration des mages (homonymie).
L'Adoration des mages est un tableau réalisé par le peintre italien Le Pérugin vers 1497. De format horizontal, cette huile sur bois est une peinture chrétienne qui représente l'Adoration des mages. Le panneau provient de la prédelle d'un retable, dit polyptyque de Saint-Pierre, commandé à l'artiste en 1495 pour l'église Saint-Pierre de Pérouse. Tout comme deux autres éléments de ce polyptyque aujourd'hui dispersé dont L'Ascension du Christ occupait autrefois le centre, l'œuvre est conservée au musée des Beaux-Arts de Rouen, à Rouen, dans la Seine-Maritime, en France.

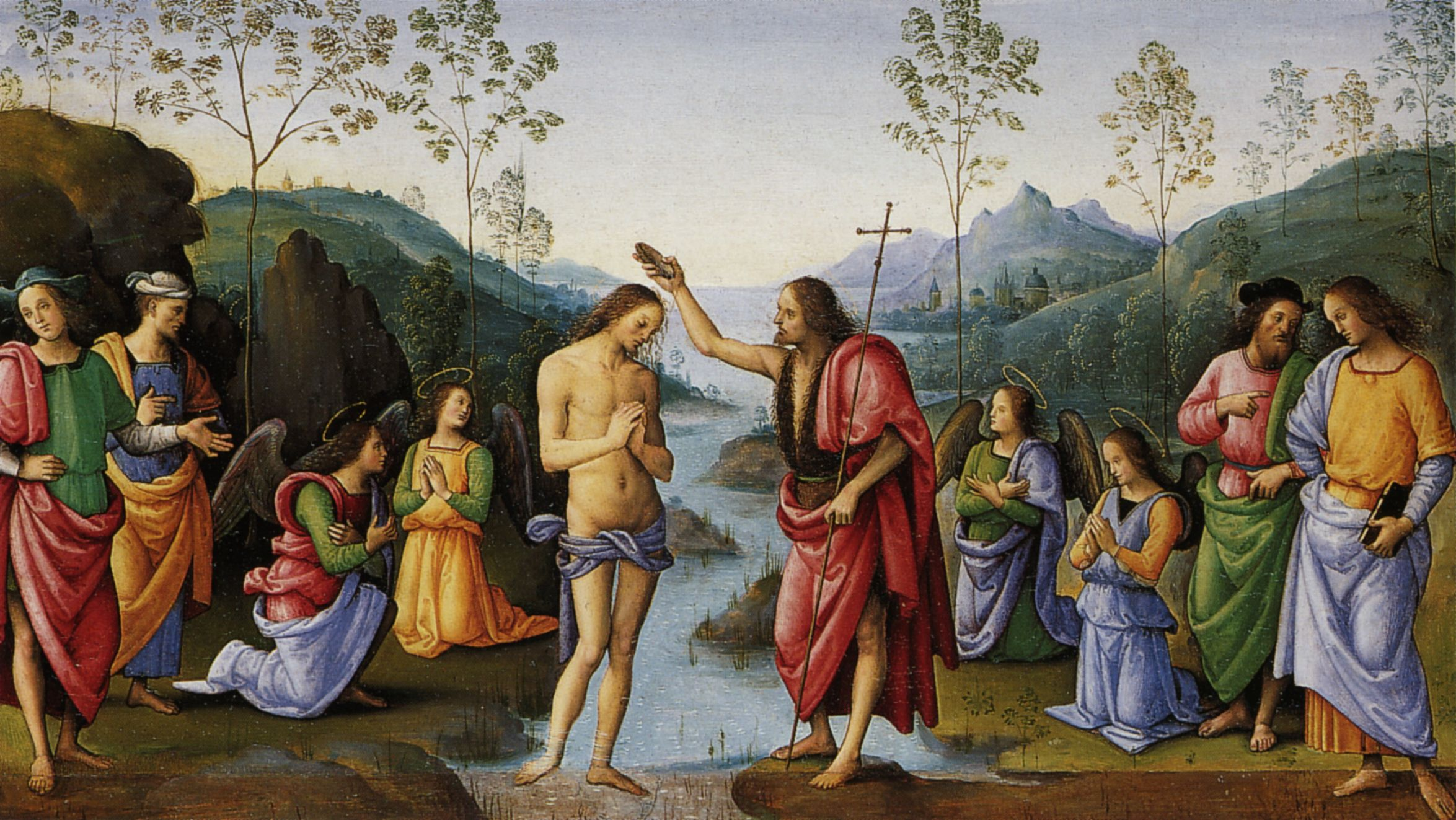
Le Baptême du Christ, vers 1497 – Musée des Beaux-Arts de Rouen, Rouen.
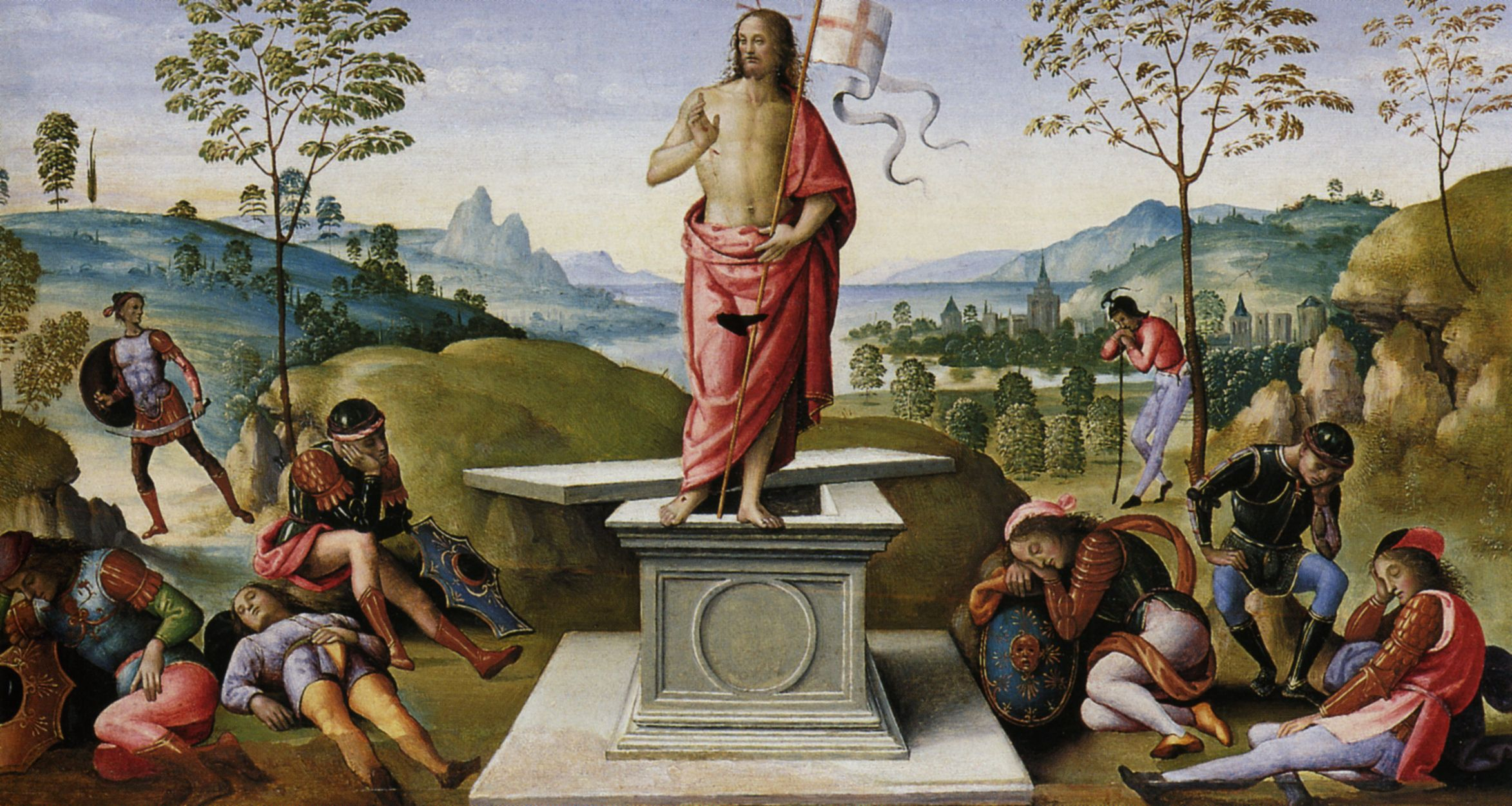
La Résurrection du Christ, vers 1497 – Musée des Beaux-Arts de Rouen, Rouen.

## Thème
Le Pérugin a peint l'Adoration des mages à plusieurs reprises tout au long de sa vie.

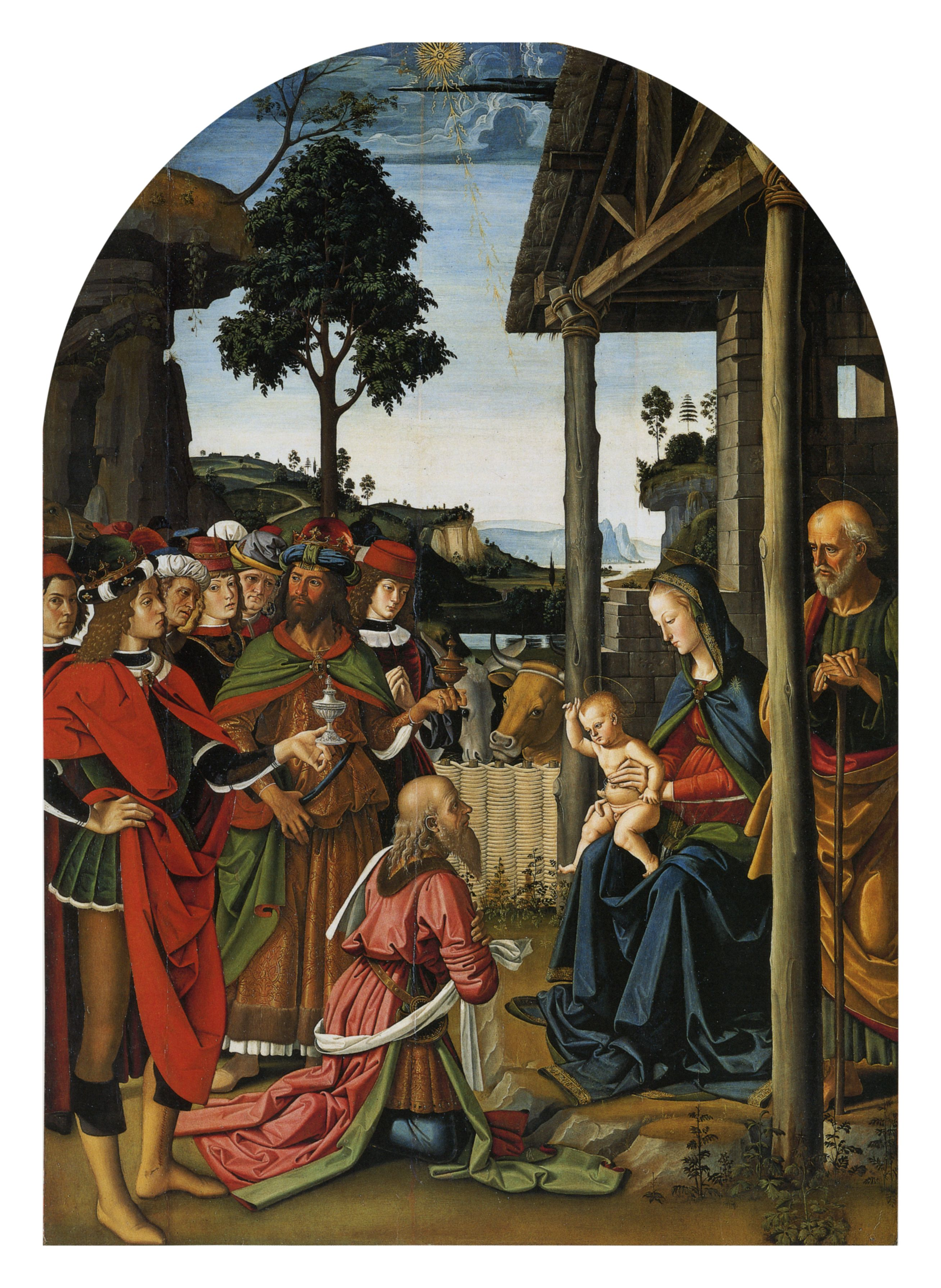
L'Adoration des mages, 1470-1473 – Galerie nationale de l'Ombrie, Pérouse.
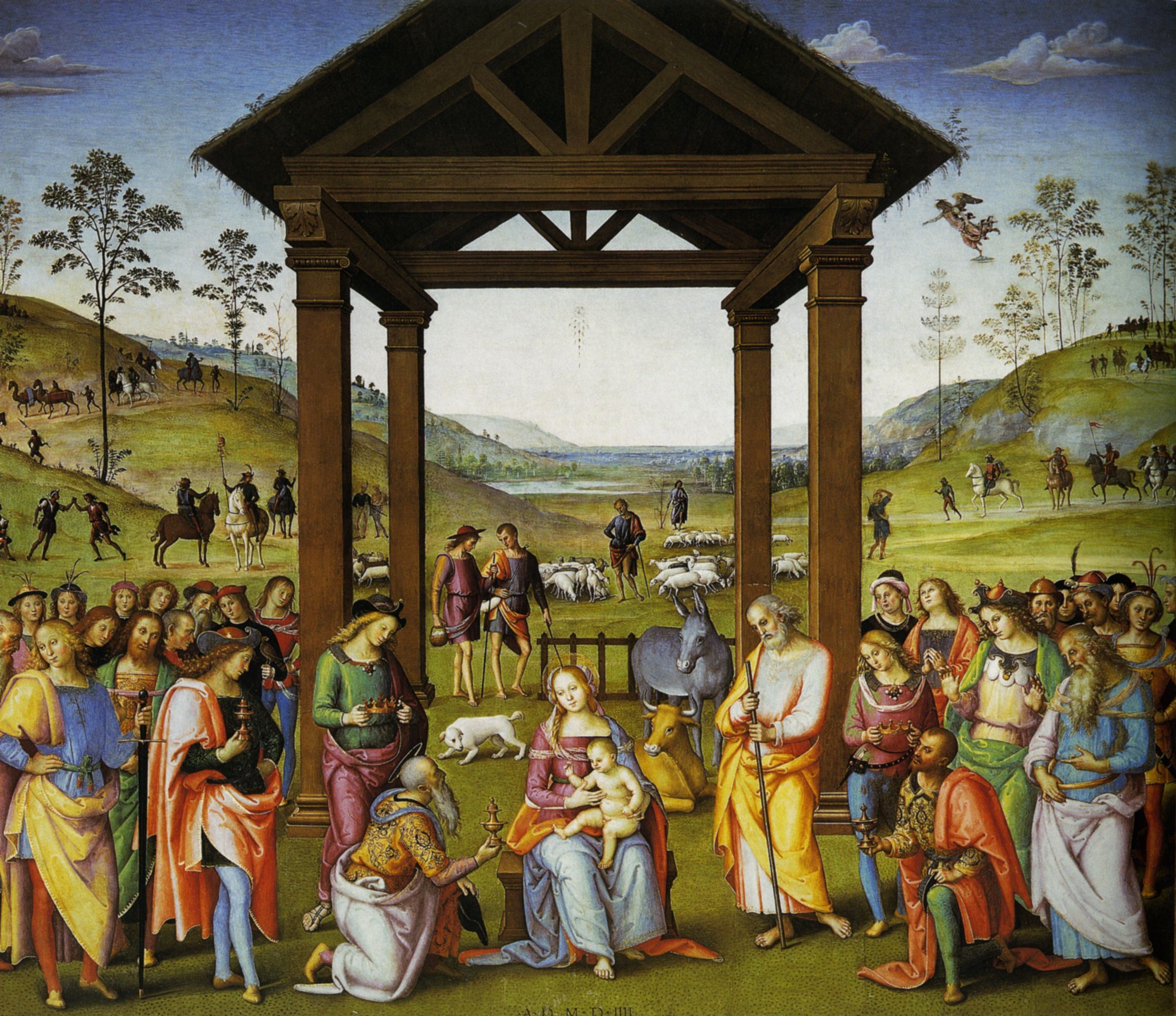
L'Adoration des mages, 1504 – Oratorio di Santa Maria dei Bianchi, Città della Pieve.
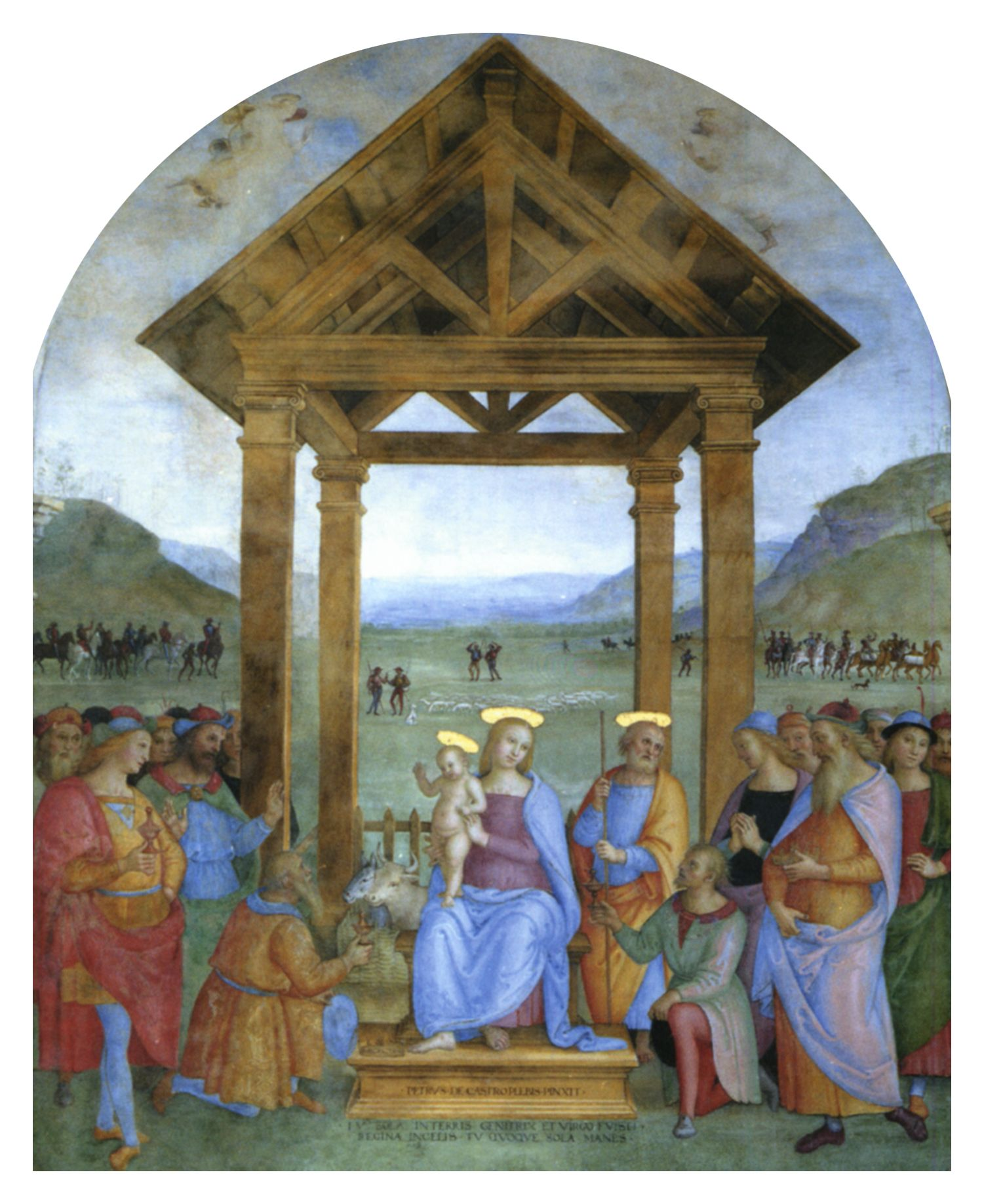
L'Adoration des mages, 1521-1522 – Église Madonna delle Lagrime, Trevi.